# Sourdon
Pour les articles homonymes, voir Sourdon (ruisseau).
Sourdon est une commune française située dans le département de la Somme, en région Hauts-de-France.

## Géographie

### Localisation
Sourdon est un village picard de l'Amiénois.
À vol d'oiseau, la localité est située à 6 km au sud-est d'Ailly-sur-Noye, 9 km au sud-ouest de Moreuil, 14 km au nord-ouest de Montdidier, 22 km au sud-est d'Amiens et à 38 km au nord-est de Beauvais.
Le territoire de la commune est limitrophe de ceux de cinq communes.
Les communes limitrophes sont Chirmont, Esclainvillers, Grivesnes, Louvrechy et Thory.

### Géologie et relief
Le territoire est composé des couches argileuses du fertile limon des plateaux. Le village a été estimé, à tort, à une époque, le plus élevé de Picardie.
La nappe phréatique utilisée par les habitants en 1899 était alors située à 80 m de profondeur. Les eaux de ruissellement empruntent majoritairement le vallon d'Ainval et rejoignent l'Avre à Braches.

### Hydrographie
La commune est située dans le bassin Artois-Picardie. Elle n'est drainée par aucun cours d'eau.

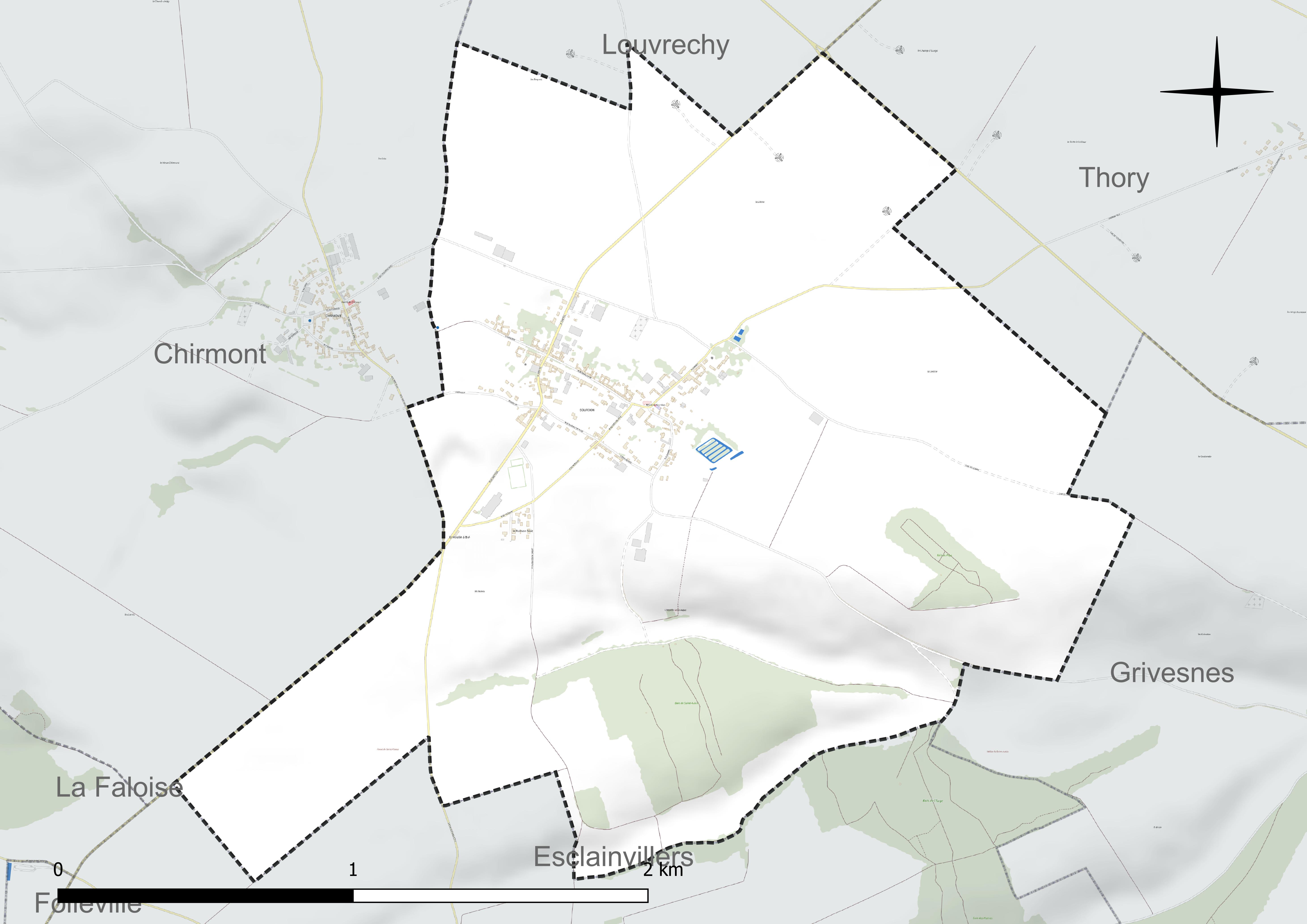
Réseau hydrographique de Sourdon.

### Climat
Pour des articles plus généraux, voir Climat des Hauts-de-France et Climat de la Somme.
En 2010, le climat de la commune est de type climat océanique dégradé des plaines du Centre et du Nord, selon une étude du CNRS s'appuyant sur une série de données couvrant la période 1971-2000. En 2020, Météo-France publie une typologie des climats de la France métropolitaine dans laquelle la commune est exposée à un climat océanique et est dans la région climatique Nord-est du bassin Parisien, caractérisée par un ensoleillement médiocre, une pluviométrie moyenne régulièrement répartie au cours de l'année et un hiver froid (3 °C).
Pour la période 1971-2000, la température annuelle moyenne est de 10,3 °C, avec une amplitude thermique annuelle de 14,5 °C. Le cumul annuel moyen de précipitations est de 697 mm, avec 11,5 jours de précipitations en janvier et 8,5 jours en juillet. Pour la période 1991-2020, la température moyenne annuelle observée sur la station météorologique la plus proche, située sur la commune de Rouvroy-les-Merles à 7 km à vol d'oiseau, est de 10,7 °C et le cumul annuel moyen de précipitations est de 647,9 mm,. Pour l'avenir, les paramètres climatiques de la commune estimés pour 2050 selon différents scénarios d'émission de gaz à effet de serre sont consultables sur un site dédié publié par Météo-France en novembre 2022.

## Urbanisme

### Typologie
Au 1er janvier 2024, Sourdon est catégorisée commune rurale à habitat dispersé, selon la nouvelle grille communale de densité à sept niveaux définie par l'Insee en 2022.
Elle est située hors unité urbaine. Par ailleurs la commune fait partie de l'aire d'attraction d'Amiens, dont elle est une commune de la couronne,. Cette aire, qui regroupe 369 communes, est catégorisée dans les aires de 200 000 à moins de 700 000 habitants,.

### Occupation des sols
L'occupation des sols de la commune, telle qu'elle ressort de la base de données européenne d'occupation biophysique des sols Corine Land Cover (CLC), est marquée par l'importance des territoires agricoles (85,6 % en 2018), en diminution par rapport à 1990 (93,9 %). La répartition détaillée en 2018 est la suivante : 
terres arables (85,6 %), zones urbanisées (8,4 %), forêts (6 %). L'évolution de l'occupation des sols de la commune et de ses infrastructures peut être observée sur les différentes représentations cartographiques du territoire : la carte de Cassini (XVIIIe siècle), la carte d'état-major (1820-1866) et les cartes ou photos aériennes de l'IGN pour la période actuelle (1950 à aujourd'hui).

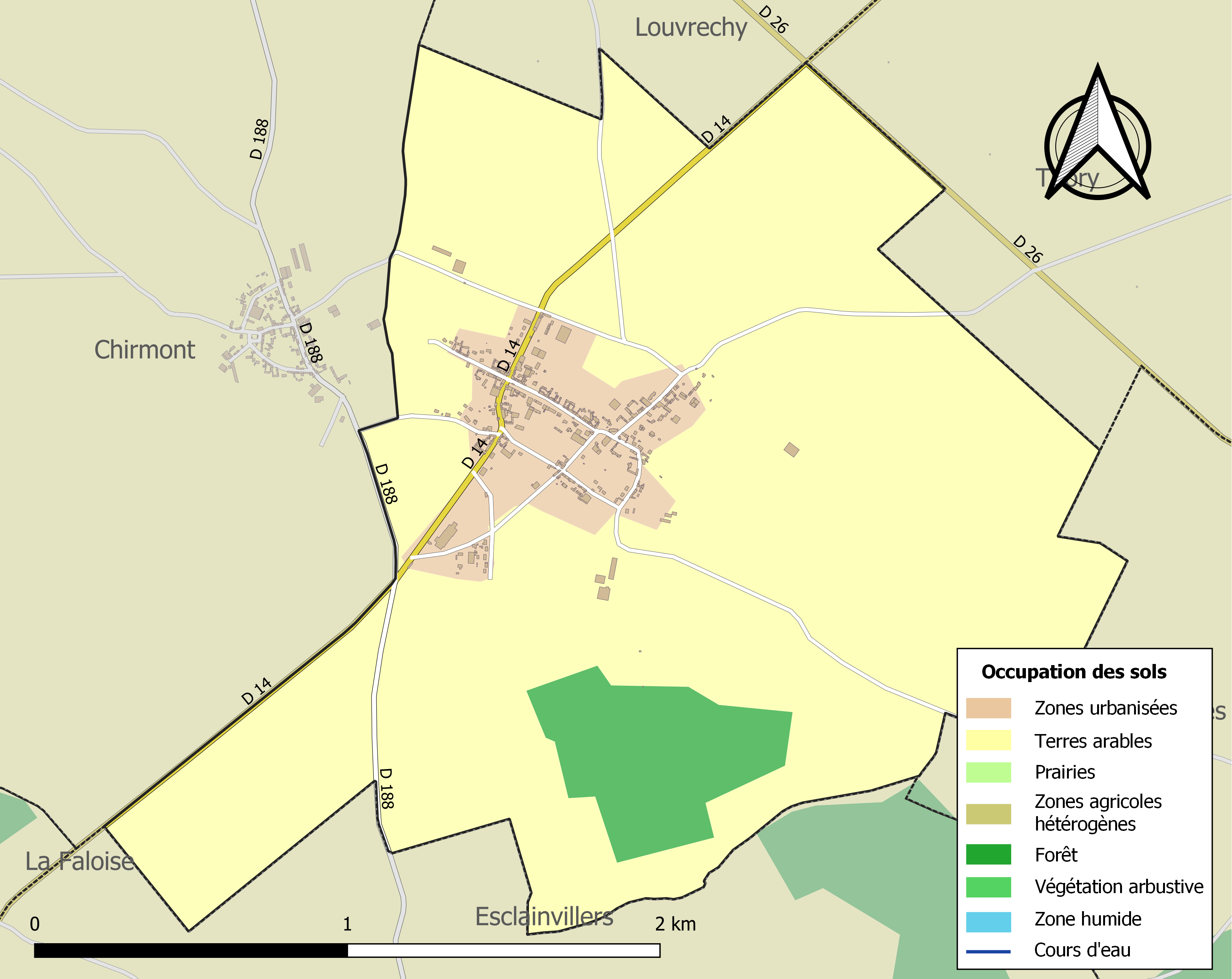
Carte des infrastructures et de l'occupation des sols de la commune en 2018 (CLC).

### Voies de communication et transports
La localité est desservie par les lignes d'autocars du réseau Trans'80, Hauts-de-France, tous les jours sauf le dimanche et les jours fériés (ligne no 41, Montdidier - Ailly-sur-Noye - Amiens).

## Toponymie
Parmi les formes anciennes, il est relevé, entre autres, Surdon en 1105, Surdu en 1164, Sordon en 1234 et Sourdon en 1258.
Le nom du village pourrait venir du mot celtique dun, signe d'une situation élevée, la motte fortifiée, le lieu sûr.

## Histoire
Préhistoire et antiquité
Des silex taillés et des poteries anciennes ont été découvertes sur le territoire.
Une voie romaine traversait le village.
Moyen Âge
Au nord-ouest du village une importante muche a été relevée. On la dénommait localement sous l'appellation fort et elle aurait servi de refuge lors des guerres.
Dès 1105, le village a son église. Elle est remplacée au XVe siècle par un autre édifice caractérisé par ses sculptures de têtes grotesques.
Temps modernes
En 1568, le village, possédé par le prince de Condé, est confisqué pour cause d'hérétisme.
Lors de la guerre de Trente Ans, en 1636, quand les Espagnols brûlent le village et l'église, les religieux bénédictins de l'abbaye Saint-Vaast de Moreuil sont les représentants locaux du clergé.
Sous Louis XIV, la chapelle Saint-Aubin est érigée.
Les lieux-dits la justice, vers la Justice, le fief Torlier rappellent l'administration féodale.
En 1680, le village a déjà son école.
Les familles Pingré, Le Boucher et de Mailly détiennent la seigneurie de 1710 à la Révolution française.
Première Guerre mondiale
Le village subit d'importantes destructions pendant la Première Guerre mondiale,,. Il a été décoré de la Croix de guerre 1914-1918 le 3 novembre 1920.
Seconde Guerre mondiale
Lors de la bataille de France, le 9 juin 1940, une unité du 78e régiment d'infanterie repliée dans les abords du village, attaquée par les éléments blindés allemands, contre-attaque à deux reprises avec l'appui de six chars.

## Politique et administration

### Rattachements administratifs et électoraux
La commune se trouve dans l'arrondissement de Montdidier du département de la Somme. Pour l'élection des députés, elle fait partie depuis 2012 de la quatrième circonscription de la Somme.
Elle fait partie depuis 1793 du canton d'Ailly-sur-Noye, qui a été modifié et agrandi dans le cadre du redécoupage cantonal de 2014 en France.

### Intercommunalité
La commune était membre de la communauté de communes du Val de Noye, créée par un arrêté préfectoral du 11 mai 2001, et qui succédait, conformément aux dispositions de la Loi Chevènement, au District du Val de Noye, créé en 1994.
Dans le cadre des dispositions de la loi portant nouvelle organisation territoriale de la République du 7 août 2015, qui prévoit que les établissements publics de coopération intercommunale (EPCI) à fiscalité propre doivent avoir un minimum de 15 000 habitants, la préfète de la Somme propose en octobre 2015 un projet de nouveau schéma départemental de coopération intercommunale (SDCI) prévoyant la réduction de 28 à 16 du nombre des intercommunalités à fiscalité propre du département.
Après des hypothèses de regroupement des communautés de communes du Grand Roye (CCGR), du canton de Montdidier (CCCM), du Santerre et d'Avre, Luce et Moreuil, la préfète dévoile en octobre 2015 son projet qui prévoit la « des communautés de communes d'Avre Luce Moreuil et du Val de Noye », le nouvel ensemble de 22 440 habitants regroupant 49 communes,. À la suite de l'avis favorable des intercommunalités et de la commission départementale de coopération intercommunale en janvier 2016 puis des conseils municipaux et communautaires concernés, la fusion est établie par un arrêté préfectoral du 22 décembre 2016, qui prend effet le 1er janvier 2017.
La commune est donc désormais membre de la communauté de communes Avre Luce Noye (CCALN).

### Liste des maires
| Période                                  | Période                      | Identité           | Étiquette | Qualité |
| ---------------------------------------- | ---------------------------- | ------------------ | --------- | --- |
| Les données manquantes sont à compléter. |                              |                    |           | |
| 1892                                     | 1913                         | Ulysse Flament     | Rad.      | Agriculteur Canton d'Ailly-sur-Noye (1900 → 1913) Décédé au cours de son mandat le 22 juillet 1913, à l'âge de 71 ans |
| Les données manquantes sont à compléter. |                              |                    |           | |
| mars 1989                                | 2014                         | M. Claude Ennecent |           | |
| 2014                                     | En cours (au 8 octobre 2020) | Jacky Szyroki      |           | Retraité Réélu pour le mandat 2020-2026,                                                                              |

## Population et société

### Démographie
L'évolution du nombre d'habitants est connue à travers les recensements de la population effectués dans la commune depuis 1793. Pour les communes de moins de 10 000 habitants, une enquête de recensement portant sur toute la population est réalisée tous les cinq ans, les populations de référence des années intermédiaires étant quant à elles estimées par interpolation ou extrapolation. Pour la commune, le premier recensement exhaustif entrant dans le cadre du nouveau dispositif a été réalisé en 2007.

En 2022, la commune comptait 308 habitants, en évolution de −1,6 % par rapport à 2016 (Somme : −1,26 %, France hors Mayotte : +2,11 %).
| 1793 | 1800 | 1806 | 1821 | 1831 | 1836 | 1841 | 1846 | 1851 |
| ---- | ---- | ---- | ---- | ---- | ---- | ---- | ---- | ---- |
| 323  | 296  | 320  | 327  | 324  | 296  | 296  | 318  | 307  |

| 1856 | 1861 | 1866 | 1872 | 1876 | 1881 | 1886 | 1891 | 1896 |
| ---- | ---- | ---- | ---- | ---- | ---- | ---- | ---- | ---- |
| 292  | 296  | 320  | 301  | 290  | 251  | 280  | 284  | 264  |

| 1901 | 1906 | 1911 | 1921 | 1926 | 1931 | 1936 | 1946 | 1954 |
| ---- | ---- | ---- | ---- | ---- | ---- | ---- | ---- | ---- |
| 258  | 254  | 242  | 225  | 270  | 270  | 224  | 237  | 241  |

| 1962 | 1968 | 1975 | 1982 | 1990 | 1999 | 2006 | 2007 | 2012 |
| ---- | ---- | ---- | ---- | ---- | ---- | ---- | ---- | ---- |
| 244  | 225  | 243  | 267  | 264  | 257  | 278  | 281  | 289  |

| 2017 | 2022 | - | - | - | - | - | - | - |
| ---- | ---- | - | - | - | - | - | - | - |
| 325  | 308  | - | - | - | - | - | - | - |

### Enseignement
En 2011, la commune fait partie d'un regroupement pédagogique intercommunal réunissant 9 communes. La maternelle se situe à Quiry-le-Sec et Coullemelle ; les classes élémentaires à Grivesnes et Sourdon. Les collégiens se rendent à Ailly-sur-Noye, Montdidier et Moreuil et les lycéens vers Montdidier et Amiens.
En 2024, seules les communes de Coulemelle, Grivesnes, Quiry-le-Sec et Sourdon possèdent une école. Le RPI accueille 120 élèves ; la cantine est rénovée dans la salle des fêtes de Coullemelle.
La communauté de communes  gère la compétence pour les transports scolaires.

### Manifestations culturelles et festivités
Le Marché médiéval de Saint-Aubin, dont la 15e édition organisée par le comité des fêtes a eu lieu le week-end des 4 et 5 mars 2017, ainsi que le trail de la Bête, inspiré d'une légende médiévale et organisée par l'association Gravity running expérience.
Le marché médiéval marque désormais le début de la saison des festivités dans le Val de Noye,.

## Culture locale et patrimoine

### Lieux et monuments
- Église Saint-Firmin de Sourdon, initialement construite au XVe siècle et reconstruite en style néo-gothique[44] au XIXe siècle. Endommagée en 1918, à la fin de la Première Guerre mondiale[45], elle fut reconstruite par la suite.

Elle a conservé l'autel  en bois peint du XVIIIe siècle et contient un panneau d'oraison à Saint-Aubin en bois peint du XVIIIe siècle ainsi que des statues d'art sacré du XVIe au XVIIIe siècle,,,.
- Chapelle Saint-Aubin. En brique et pierre, couverte en tuiles, elle date de 1675[19] et contient un Christ de pitié en pierre du XVIe siècle[52].
- Ecce Homo, dans une chapelle fermée par une simple barrière. Elle contient un Christ aux liens[19].
- Patrimoine industriel : l'ancienne briqueterie Tattegrain Douvry, rue de Breteuil, construite au milieu du XXe siècle avec son four Hoffmann. Elle occupait 6 salariés en 1962 et a fermé  au début du 3e quart du XXe siècle[53].

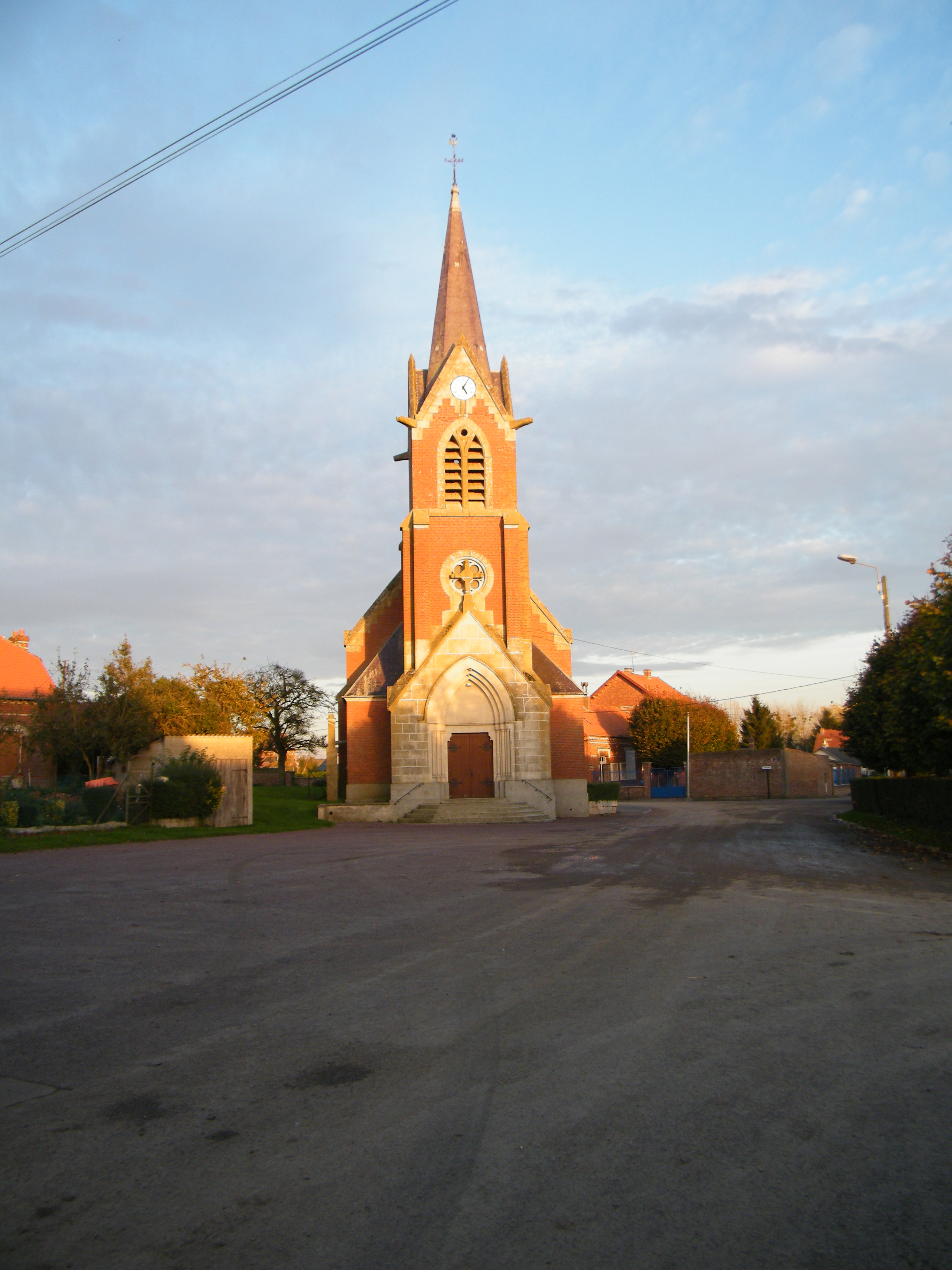
L'église Saint-Firmin.
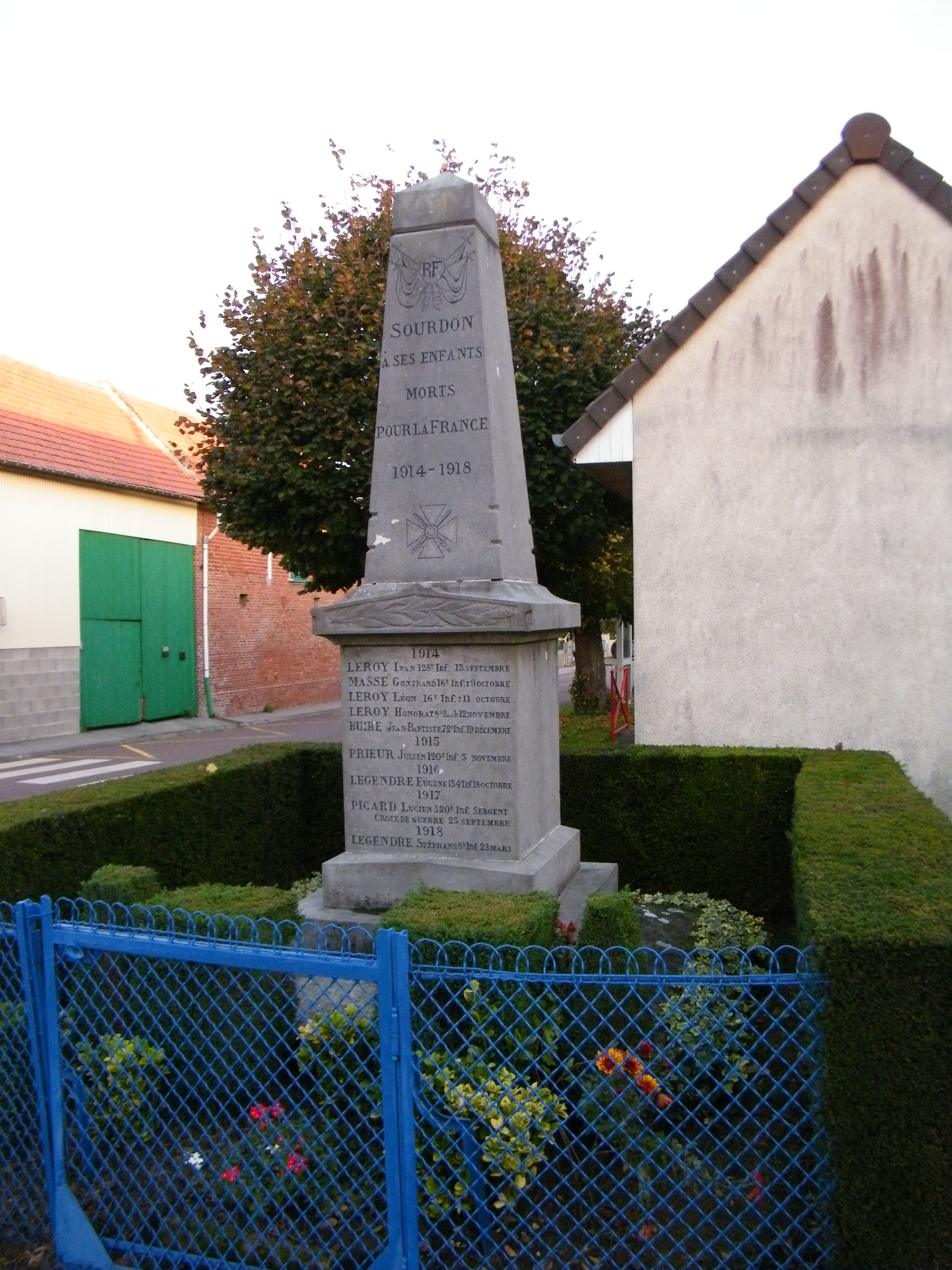
Le monument aux morts.

### Personnalités liées à la commune
- Georges Daressy, égyptologue né à Sourdon en 1864.